# Tomás Bottari
Tomás Bottari (Quilmes, 26 aprile 2001) è un calciatore argentino, centrocampista dell'Independiente Rivadavia.

## Carriera
È cresciuto nel settore giovanile del Quilmes, con cui ha debuttato l'11 dicembre 2020 nell'incontro di Primera B Nacional vinto 1-0 contro l'Almagro. Ha firmato il suo primo contratto professionistico il 13 aprile dell'anno successivo.
Nel 2022 è passato in prestito al Flandria dove ha giocato 24 incontri in seconda divisione. Rientrato al Quilmes, dopo la prima metà di stagione è stato ceduto a titolo definitivo all'UAI Urquiza, club di Primera B Metropolitana.
Nel 2024 è stato acquistato dal Nueva Chicago con cui ha trascorso una stagione da protagonista disputando 41 incontri di campionato tutti da titolare. Nel gennaio del 2025 si è trasferito in Primera División all'Independiente Rivadavia, in prima divisione.

## Statistiche

### Presenze e reti nei club
Statistiche aggiornate all'11 maggio 2025.
| Stagione        | Squadra                 | Campionato      | Campionato | Campionato | Coppe nazionali | Coppe nazionali | Coppe nazionali | Coppe continentali | Coppe continentali | Coppe continentali | Altre coppe | Altre coppe | Altre coppe | Totale | Totale | Totale |
| Stagione        | Squadra                 | Comp            | Pres       | Reti       | Comp            | Pres            | Reti            | Comp               | Pres               | Reti               | Comp        | Pres        | Reti        | Pres   | Reti   |        |
| --------------- | ----------------------- | --------------- | ---------- | ---------- | --------------- | --------------- | --------------- | ------------------ | ------------------ | ------------------ | ----------- | ----------- | ----------- | ------ | ------ | ------ |
| 2020            | Quilmes                 | PBN             | 1          | 0          | -               | -               | -               | -                  | -                  | -                  | -           | -           | -           | 1      | 0      |        |
| 2021            | Quilmes                 | PBN             | 23         | 0          | -               | -               | -               | -                  | -                  | -                  | -           | -           | -           | 23     | 0      |        |
| 2022            | Flandria                | PBN             | 24         | 0          | CA              | 2               | 0               | -                  | -                  | -                  | -           | -           | -           | 26     | 0      |        |
| 2023            | Quilmes                 | PBN             | 8          | 0          | -               | -               | -               | -                  | -                  | -                  | -           | -           | -           | 8      | 0      |        |
| Totale Quilmes  | Totale Quilmes          | Totale Quilmes  | 32         | 0          |                 | -               | -               |                    | -                  | -                  |             | -           | -           | 32     | 0      |        |
| 2023            | UAI Urquiza             | PBM             | 13         | 0          | -               | -               | -               | -                  | -                  | -                  | -           | -           | -           | 13     | 0      |        |
| 2024            | Nueva Chicago           | PBN             | 41         | 0          | -               | -               | -               | -                  | -                  | -                  | -           | -           | -           | 41     | 0      |        |
| 2025            | Independiente Rivadavia | PD              | 14         | 0          | CA              | 2               | 0               | -                  | -                  | -                  | -           | -           | -           | 16     | 0      |        |
| Totale carriera | Totale carriera         | Totale carriera | 124        | 0          |                 | 4               | 0               |                    | -                  | -                  |             | -           | -           | 128    | 0      |        |